# أنجيليكا ميشتل
أنجيليكا ميشتل Angelika Mechtel (ولدت في درسدن 1943- وماتت في كولونيا 2000) هي أديبة روائية ألمانية.

## حياتها
كتبت أجيليكا ميشتل في كل أنواع الكتابة الأدبية، فكتبت الروايات والأشعار وكتب الأطفال والمسلسلات الإذاعية والحوار للعديد من الأفلام التلفزيونية.
وقد حققت نجاحها الأول عام 1968 حين أصدرت مجموعة قصصية بعنوان «قبور الموتى الهادئة» Die feinen Totengräber. وبدأت في عام 1975 تكتب للأطفال. ومن 1983 حتى 1991 شغلت منصب نائب رئيس مركز بن PEN.
وقد حصلت على العديد من الجوائز الأدبية منها: جائزة توكان عام 1971, وعلى ميدالية هرمان كيستين عام 1989.

## من أعمالها
1. قبور الموتى الهادئة
2. دموع أنثى الثعلب
3. نحن مساكين وأغنياء
4. كل يوم أريد الحياة

## روابط خارجية
- أنجيليكا ميشتل على موقع IMDb (الإنجليزية)
- أنجيليكا ميشتل على موقع مونزينجر (الألمانية)